# تندباد

پرچم هشدار تندباد

تندباد (انگلیسی: Gale) به بادی قوی گفته می‌شود که معمولاً به عنوان یک توصیف‌گر در متن‌های دریانوردی استفاده می‌شود. خدمات هواشناسی ملی ایالات متحده آمریکا، بادهای سطحی پایدار با سرعت ۴۷–۳۴ گره (۸۷–۶۳ کیلومتر در ساعت، ۲۴٫۲–۱۷٫۵متر در ثانیه یا ۵۴–۳۹ مایل در ساعت) را به‌عنوان تندباد معرفی می‌کند. پیش‌بینی‌کنندگان هوا معمولاً زمانی که بادهایی با این شدت انتظار می‌وزد، هشدارهای تندباد صادر می‌کنند. در ایالات متحده آمریکا هشدار تندباد به‌طور خاص یک هشدار دریایی است و معادل آن بر روی زمین، از میان خدمات هواشناسی ملی ایالات متحده آمریکا، توصیه باد (wind advisory) است.
منابع دیگر از سرعت حداقل ۲۸ گره (۵۲ کیلومتر/ساعت، ۱۴ متر/ثانیه، ۳۲ مایل/ساعت) و حداکثر تا ۹۰ گره (۱۷۰ کیلومتر/ساعت، ۴۶ متر/ثانیه، ۱۰۰ مایل/ساعت) برای تعریف تندباد استفاده می‌کنند. تا سال ۱۹۸۶، مرکز ملی توفند از اصطلاح تندباد برای اشاره به بادهایی با منشأ حاره‌ای در مناطق ساحلی استفاده می‌کرد که سرعت آن‌ها بین ۳۳ گره (۶۱ کیلومتر/ساعت، ۱۷ متر/ثانیه، ۳۸ مایل/ساعت) تا ۶۳ گره (۱۱۷ کیلومتر/ساعت، ۳۲ متر/ثانیه، ۷۲ مایل/ساعت) بود. تعریف سرعت ۹۰ گره (۱۷۰ کیلومتر/ساعت، ۴۶ متر/ثانیه، ۱۰۰ مایل/ساعت» بسیار غیر استاندارد است. یک تعریف جایگزین رایج برای تندباد، سرعت حداکثر ۵۵ گره (۱۰۲ کیلومتر/ساعت، ۶۳ متر/ثانیه، ۲۸ مایل/ساعت) است.
استفاده از مقیاس بوفورت رایج‌ترین روش برای اندازه‌گیری نیروی باد است که در آن، بادهای با سرعت بین ۵۰ کیلومتر در ساعت (۱۴ متر بر ثانیه) تا ۱۰۲ کیلومتر در ساعت (۲۸ متر بر ثانیه) به عنوان تندباد تعریف می‌شود. این تعریف یک معیار تجربی برای توصیف سرعت باد و عمدتاً بر اساس شرایط دریا است. در مقیاس اولیه بوفورت در سال ۱۸۱۰، چهار دسته مختلف «تندباد» وجود داشت؛ در حالی که امروزه به‌طور کلی دو نیروی تندباد ۸ و ۹ و یک تندباد نزدیک ۷ وجود دارد.